# Modelo Vroom-Yetton-Jago
Em teorias sobre liderança, o Modelo Vroom/Yetton/Jago é um modelo que relaciona o modo de liderança com a participação no processo decisório. Desenvolvido por Victor Vroom em colaboração com Phillip Yetton em 1973 e revisado por Vroom e Arthur Jago em 1988, o modelo defende que o comportamento do líder deve se ajustar à estrutura de uma determinada tarefa. Assim, o modelo oferece uma sequência de regras que devem ser seguidas para determinar a forma e o volume de participação no processo decisório, de acordo com diferentes tipos de situações.

## Modelo Original
O modelo original, desenvolvido por Vroom e Yetton , propõe que existem cinco tipos de liderança. A tabela a seguir demonstra esses tipos e como o deve ser o comportamento de liderança. 
| Tipo de liderança    | Comportamento de Liderança |
| -------------------- | --- |
| Autocrático I (AI)   | Um gestor que toma a decisão sozinho utilizando apenas a informação que tem disponível                                                 |
| Autocrático II (AII) | Um gestor que pede informações adicionais aos seus subordinados e toma a decisão sozinho                                               |
| Consultivo I (CI)    | Um gestor que compartilha a questão com os seus subordinados, pedindo informações e sugestões individualmente e toma a decisão sozinho |
| Consultivo II (CII)  | Um gestor que realiza uma reunião em grupo com os seus subordinados para discutir a questão, mas ainda toma a decisão sozinho          |
| Grupo (GII)          | Um gestor que realiza uma reunião em grupo com os seus subordinados para discutir a questão e a decisão é tomada em conjunto           |

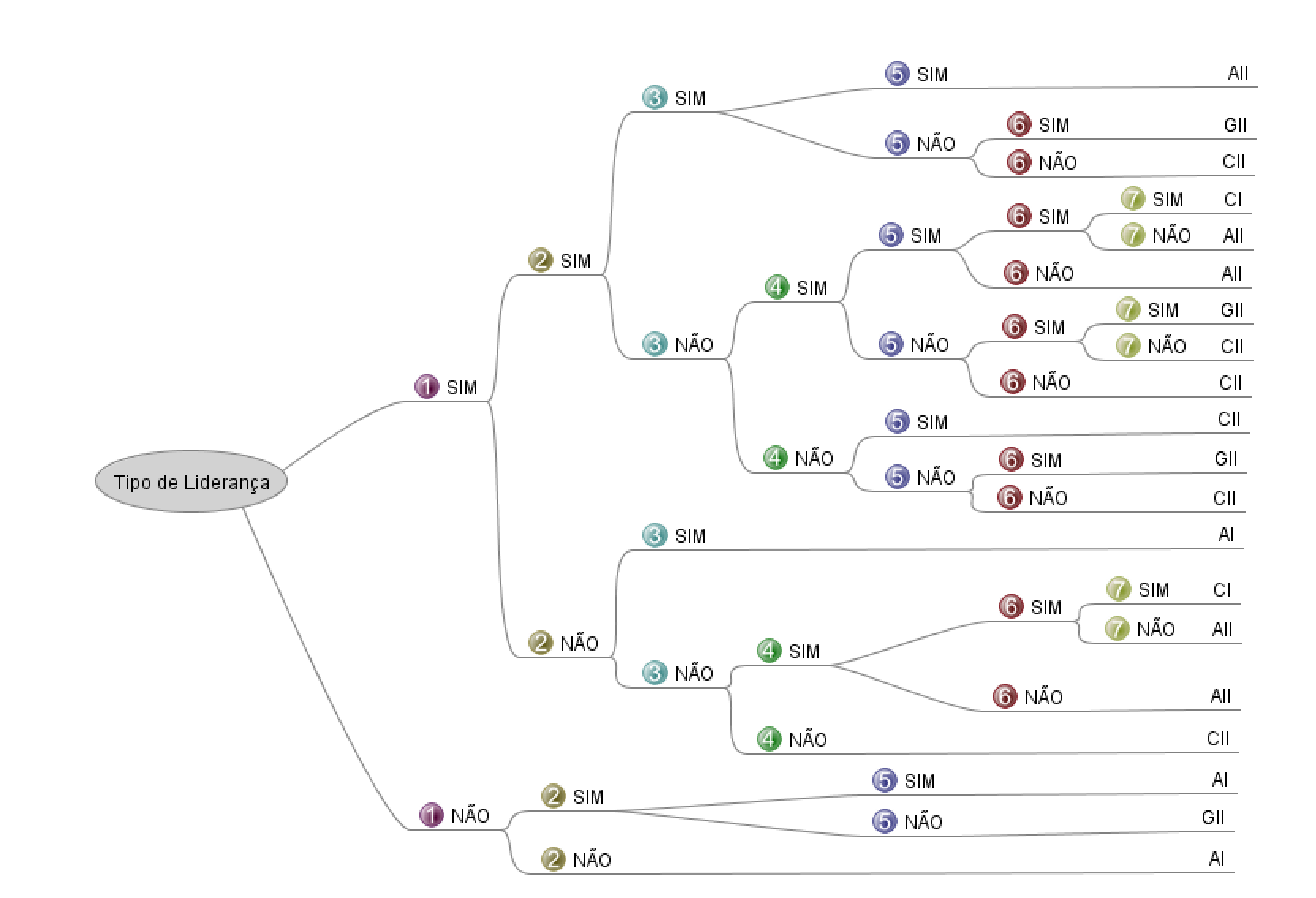
Modelo da árvore de decisão Vroom/Yetton, adaptado utilizando o software FreeMind. Nela, os números se referem as sete perguntas, e as siglas no final de cada caminho ao melhor tipo de liderança para a situação.

Para determinar qual é o melhor tipo de liderança para resolver uma determinada questão, devem-se ser respondida sete perguntas (com "sim" ou "não"):
1. A qualidade da decisão é importante?
2. O comprometimento do time é importante para a decisão?
3. Há informações suficientes para o líder realizar a decisão sozinho?
4. A questão está bem estruturada?
5. Se o líder tomar a decisão sozinho, o time irá apoiá-lo?
6. O time compartilha dos objetivos da empresa?
7. É provável que ocorra um conflito dentro do time por causa da decisão?

Respondidas as questões, é possível determinar o melhor tipo de liderança para a questão. Para facilitar a identificação do tipo de liderança, foi desenvolvida uma árvore de decisão.

## Modelo Revisado
Em 1988, Victor Vroom e Arthur Jago elaboraram uma revisão deste modelo. O modelo novo segue com os cinco tipos de liderança, porém adiciona uma nova pergunta e doze variáveis contingenciais. A pergunta é: 
1. O time e terceiros que fazem parte da questão possuem informações suficientes para tomar uma decisão importante?

Além da pergunta, o modelo introduz doze variáveis contingenciais, que devem ser avaliadas em uma escala de importância de 1 a 5 (sendo 1 pouco importante e 5 muito importante).
As doze variáveis abrangem as oito perguntas e adicionam contingências importantes que não podem ser respondidas com “sim” ou “não”. Dessa forma, é possível determinar o melhor tipo de liderança com uma melhor eficácia, pois é possível distinguir as questões e outras variáveis entre mais e menos importantes. As variáveis são as seguintes: 
1. Importância da decisão.
2. Importância da obtenção do comprometimento do subordinado à decisão.
3. Se o líder tem uma quantidade suficiente de informações para tomar uma boa decisão.
4. Quão bem-estruturado está o problema.
5. Se uma decisão autocrática receberia o comprometimento dos subordinados.
6. Se os subordinados “vestem a camisa” dos objetivos da empresa.
7. Se pode haver conflitos entre os subordinados em relação às alternativas de solução.
8. Se os subordinados e terceiros têm informações suficientes para tomar boas decisões.
9. As limitações de tempo do líder que podem restringir o envolvimento dos subordinados.
10. Se os custos para reunir subordinados geograficamente dispersos são justificáveis.
11. Importância para o líder de minimizar do tempo requerido para a tomada de decisões.
12. Importância do uso da participação como uma ferramenta para o desenvolvimento das habilidades decisórias dos subordinados.

Como a revisão tornou o modelo muito mais complexo, Vroom e Jago desenvolveram um programa de computador  para guiar os executivos por todas as ramificações decisórias. 

## Críticas aos Modelos
Apesar de pesquisas  apontarem que os resultados dos modelos são encorajadores (com o modelo revisado possuindo um maior índice de eficácia), o modelo possui alguns pontos negativos.  Ele ignora fatores como estresse, inteligência e experiência como variáveis situacionais, que são abordadas por outros modelos , o que torna o modelo limitado. Além disso, de um ponto de vista prático, o modelo é muito complexo para ser usado por executivos no dia-a-dia. Mesmo com o programa de computador, não é muito realista que um administrador considere oito questões, doze variáveis contingências e cinco estilos diferentes de liderança antes de selecionar o tipo de liderança mais adequado em uma determinada situação.